# كاشينا
كاشينا (بالإيطالية: Cascina)‏، كاشينا مدينة إيطالية في مقاطعة بيزا ضمن إقليم توسكانا عدد سكانها 40.007 نسمة، تقع على بعد حوالي 60 كيلومترا إلى الغرب من مدينة فلورنسا، وعلى بعد حوالي 13 كيلومترا إلى الجنوب الشرقي من مدينة بيزا، وكاشينا تقع على الضفة اليسرى من نهر أرنو على أرض سهلية التضاريس.

## السكان
في سنة 1861 بلغ عدد السكان 17٬634 نسمة، وتطور العدد ليصل في سنة 2017 لـ 45٬361 نسمة.
يظهر هذا المخطط البياني تطور النمو السكاني لـ كاشينا

## توأمة
لكاشينا اتفاقيات توأمة مع كل من:
- زبنيتس
- Saliès [الإنجليزية]‏